# Оно (княжество)
Княжество Оно (яп. 大野藩 Оно-хан) — феодальное княжество (хан) в Японии периода Эдо (1624—1871) в провинции Этидзэн региона Хокурикудо на острове Хонсю (современная префектура Фукуи).

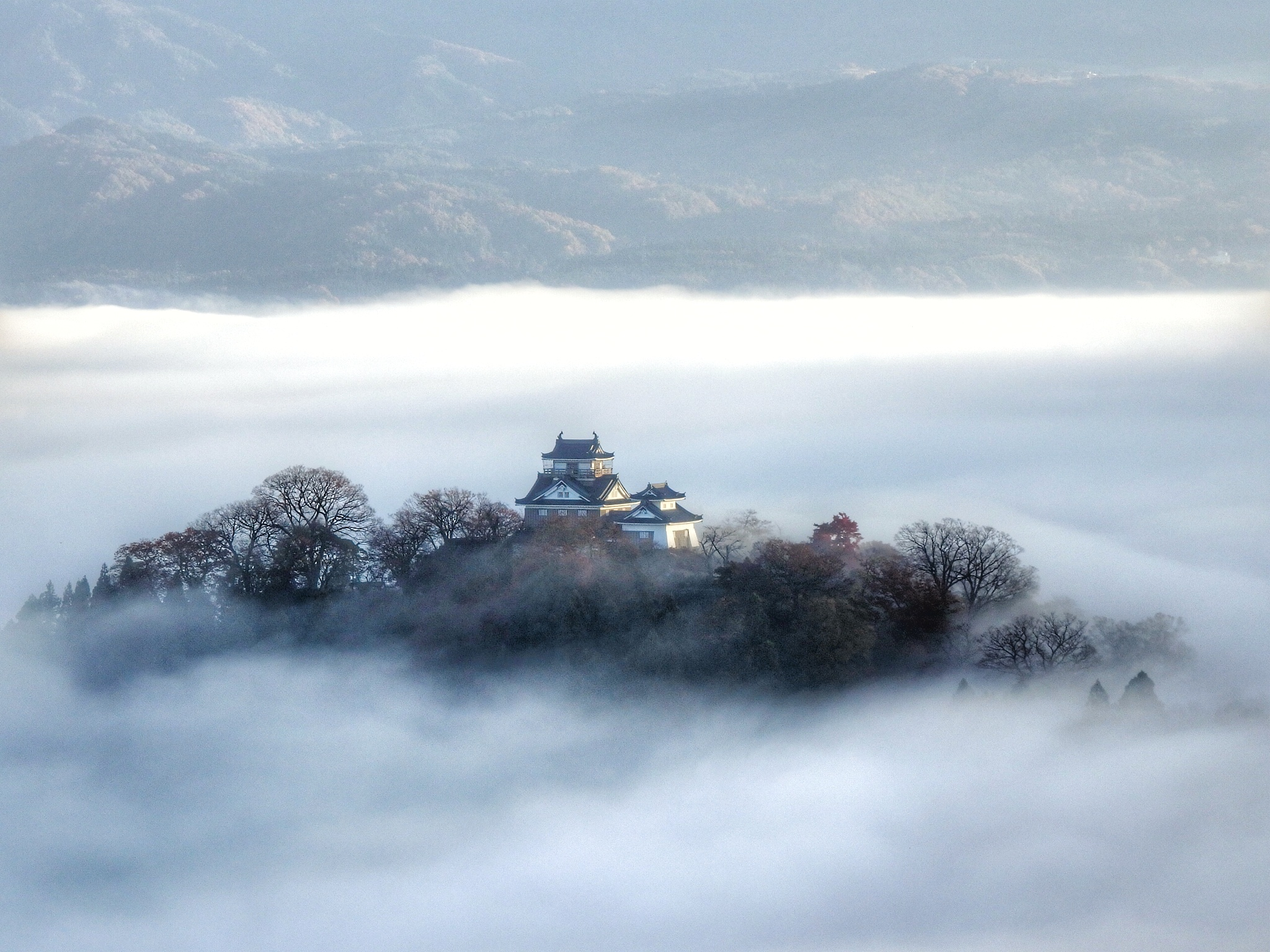
Замок Оно, резиденция одноимённого княжества

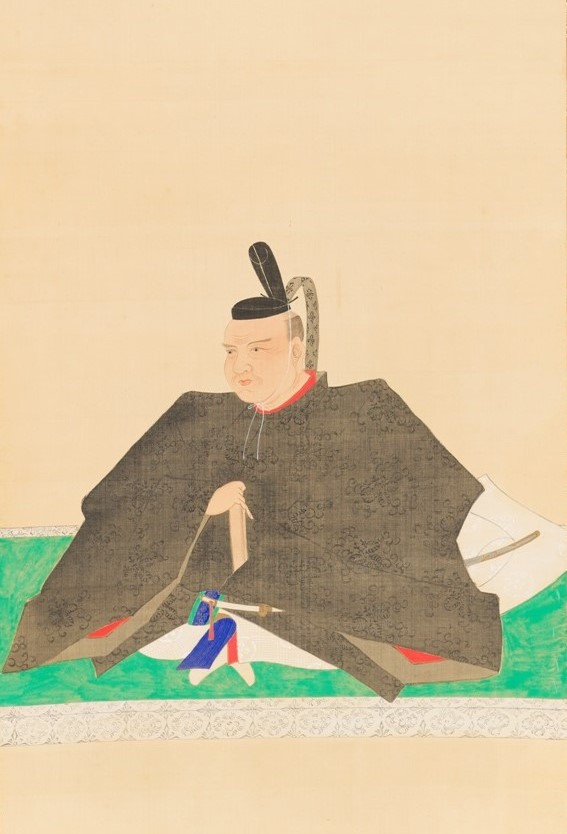
Мацудайра Наомаса (1601—1666), 1-й даймё Оно-хана (1624—1633)

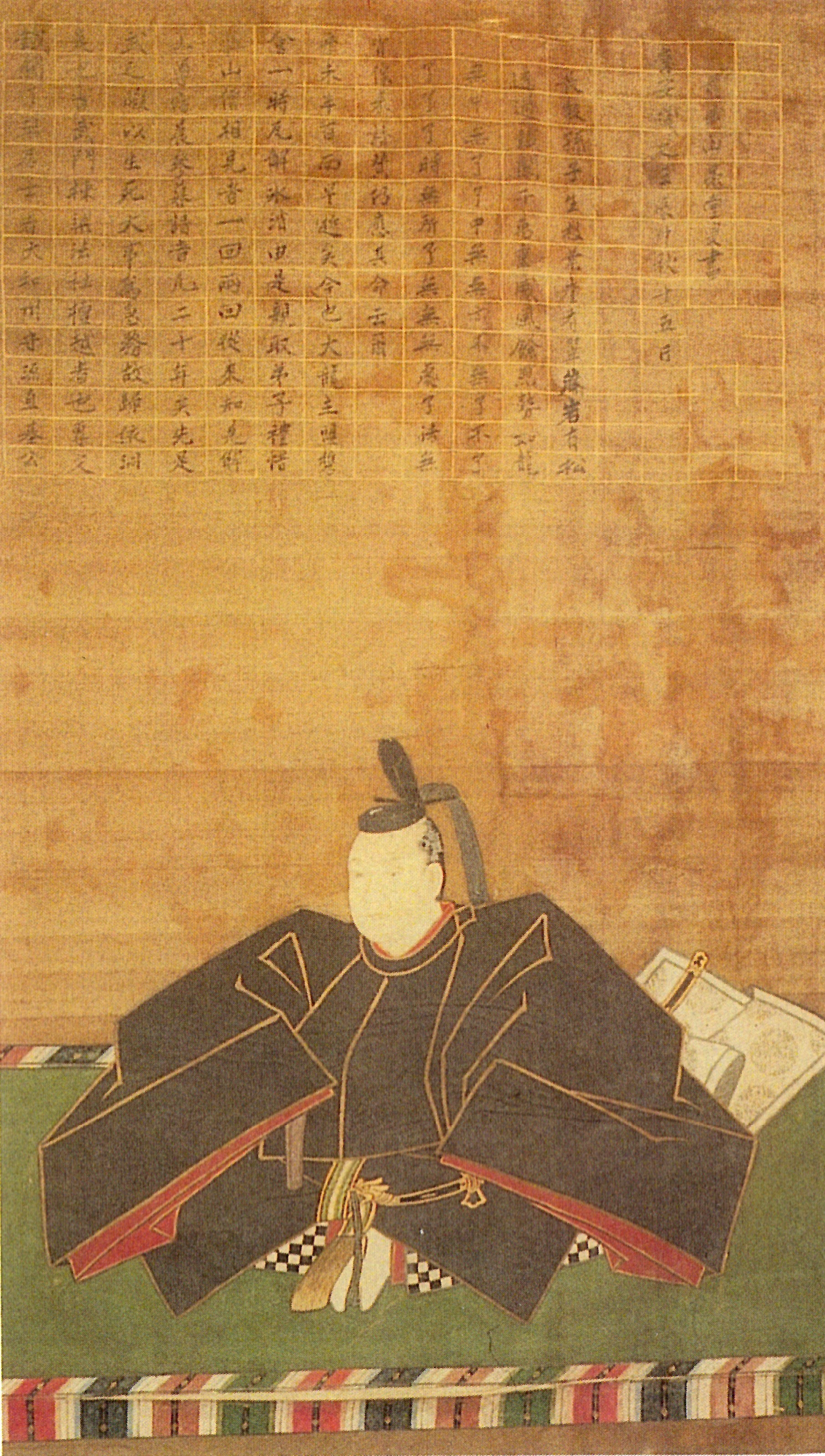
Мацудайра Наомото (1604—1648), 1-й даймё Оно-хана (1635—1644)

Административный центр княжества: замок Оно (сейчас город Оно, префектура Фукуи). В течение большей части своей истории княжество управлялось кланом Дои (1682—1871).

## История

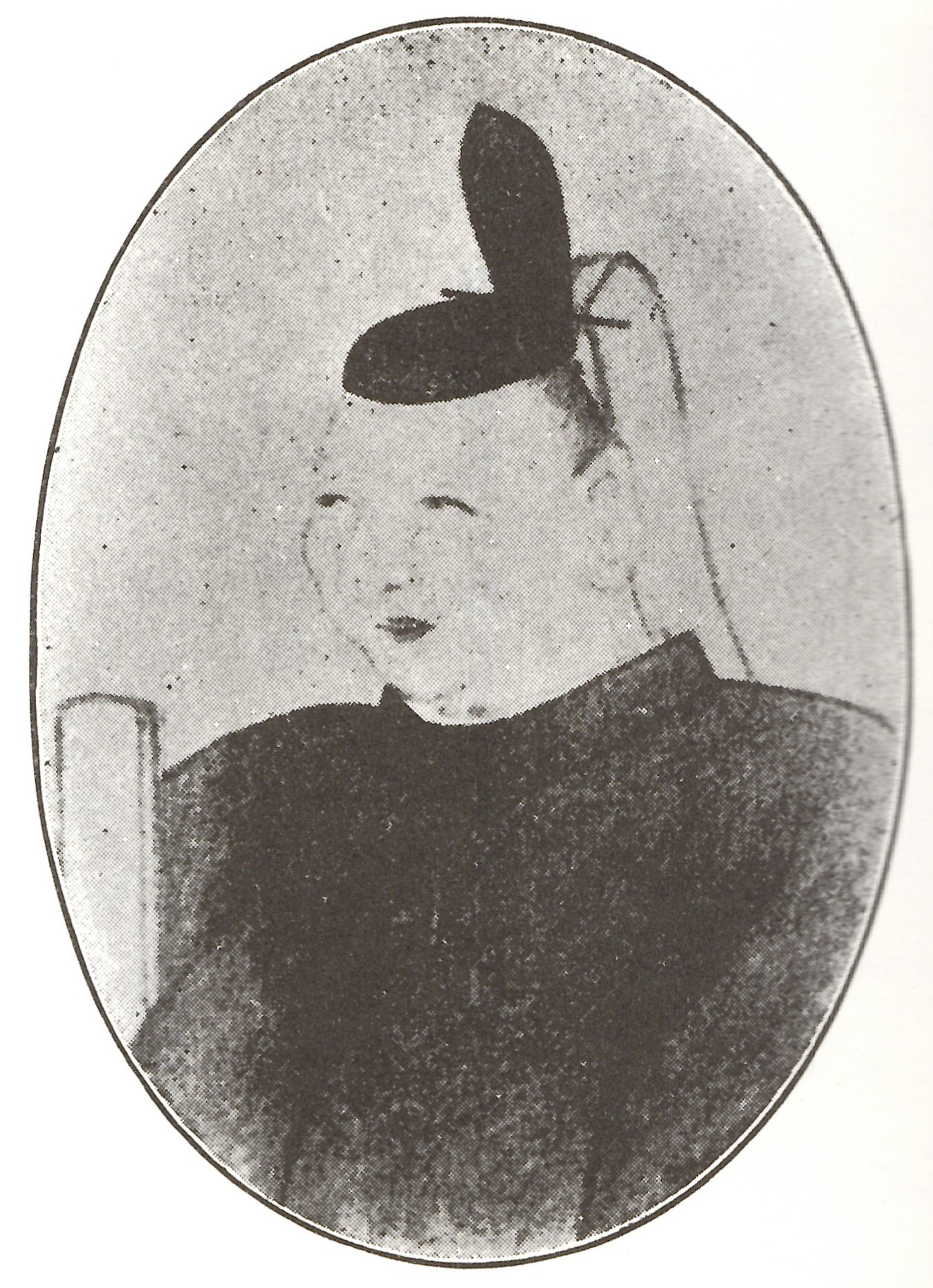
Мацудайра Наоакира (1656—1721), 2-й даймё Оно-хана (1678—1682

В ранний период Сэнгоку область вокруг будущего княжества Оно находилась под контролем клана Асакура. Однако оно также был главным оплотом движения Икко-икки. После того, как и клан Асакура, и Икко-икки были уничтожены Одой Нобунагой в 1575 году, он передал этот район своему генералу Канамори Нагатике (1524—1608). Канамори Нагатика начал строительство замка Оно с использованием новейших современных конструкций, и замок был завершён к 1580 году.
Канамори Нагатика был впоследствии повышен до должности губернатора провинции Хида в 1586 году. А район Оно был передан Тоётоми Хидэёси Аоки Кадзунори (1541—1600), а затем Оде Хидэкацу (1568—1586). После битвы при Сэкигахаре вся провинция Этидзэн была передана Токугава Иэясу своему второму сыну Юки Хидэясу (1574—1607) в 1601 году в качестве Фукуи-хана. В 1624 году княжество Фукуи было разделено, а третий сын Юки Хидэясу, Мацудайра Наомаса (1601—1666), был награждён доменом Оно-ханом (55 000 коку). Мацудайра Наомаса был переведён в Мацумото-хан в 1633 году и был заменён его младшим братом Мацудайра Наомото (1604—1648) в 1635 году. Затем, в 1644 году, Наомото был переведён в Ямагата-хан, и его место занял его младший брат Мацудайра Наоёси (1605—1678). Сын Наоёси Мацудайра Наоакира (1656—1721), в свою очередь, был переведён в Химэдзи-хан в 1682 году.
Затем Оно-хан был закреплён за кланом Дои под руководством Дои Тосифуса (1631—1683). Клан Дои будет править Оно-ханом в течение следующих восьми поколений вплоть до Реставрации Мэйдзи. На протяжении всей своей истории Оно-хан страдал от серьёзных финансовых проблем. Однако Дой Тоситада (1811—1869), 7-й даймё Оно-хана (1811—1862), осуществил существенные реформы и внедрил рангаку и западные технологии. Хотя княжество Оно был небольшим доменом, в период Бакумацу оно реорганизовало свои вооружённые силы по западному образцу и ввело школу хан.

## Список даймё
| #                                      | Имя                               | Годы правления | Титул                                 | Придворные чины                            | Кокудака    |
| -------------------------------------- | --------------------------------- | -------------- | ------------------------------------- | ------------------------------------------ | ----------- |
| Род Мацудайра (симпан-даймё) 1624—1633 |                                   |                |                                       |                                            |             |
| 1                                      | Мацудайра Наомаса (яп. 松平直政)  | 1624-1633      | Дэва-но-ками (出羽守); Дзидзю (侍従)  | Младший 4-й ранг, младший класс (従四位下) | 50,000 коку |
| Род Мацудайра (симпан-даймё) 1635—1644 |                                   |                |                                       |                                            |             |
| 1                                      | Мацудайра Наомото (яп. 松平直基)  | 1635-1644      | Ямато-но-ками (大和守); Дзидзю (侍従) | Младший 4-й ранг, младший класс (従四位下) | 50,000 коку |
| Род Мацудайра (симпан-даймё) 1644—1682 |                                   |                |                                       |                                            |             |
| 1                                      | Мацудайра Наоёси (яп. 松平直良)   | 1644-1678      | Тома-но-ками (出羽守); Дзидзю (侍従)  | Младший 4-й ранг, младший класс (従四位下) | 35,000 коку |
| 2                                      | Мацудайра Наоакира (яп. 松平直明) | 1678-1682      | Вакаса-но-ками (若狭守)               | Младший 4-й ранг, младший класс (従四位下) | 35,000 коку |
| Род Дои (фудай-даймё) 1682—1871        |                                   |                |                                       |                                            |             |
| 1                                      | Дои Тосифуса (яп. 土井利房)       | 1682-1683      | Ното-но-ками (能登守); Дзидзю (侍従)  | Младший 4-й ранг, младший класс (従四位下) | 40,000 коку |
| 2                                      | Дои Тоситомо (яп. 土井利知)       | 1683-1743      | Каи-но-ками (甲斐守)                  | Младший 5-й ранг, младший класс (従五位下) | 40,000 коку |
| 3                                      | Дои Тосихиро (яп. 土井利寛)       | 1743-1746      | Ига-но-ками (伊賀守)                  | Младший 5-й ранг, младший класс (従五位下) | 40,000 коку |
| 4                                      | Дои Тосисада (яп. 土井利貞)       | 1746-1805      | Ното-но-ками (能登守)                 | Младший 5-й ранг, младший класс (従五位下) | 40,000 коку |
| 5                                      | Дои Тосинори (яп. 土井利義)       | 1805-1810      | Мики-но-ками (造酒正)                 | Младший 5-й ранг, младший класс (従五位下) | 40,000 коку |
| 6                                      | Дои Тосиката (яп. 土井利貞)       | 1810-1818      | Каи-но-ками (甲斐守)                  | Младший 5-й ранг, младший класс (従五位下) | 40,000 коку |
| 7                                      | Дои Тоситада (яп. 土井利義)       | 1818-1862      | Ното-но-ками (能登正)                 | Младший 5-й ранг, младший класс (従五位下) | 40,000 коку |
| 8                                      | Дои Тосицунэ (яп. 土井利恒)       | 1862-1871      | Ното-но-ками (能登正)                 | Младший 5-й ранг, младший класс (従五位下) | 40,000 коку |

- Дои Тосифуса (利利房, 1633 — 19 июля 1683) — 1-й даймё Оно-хана в провинции Этидзэн (1682—1683). Тосифуса был четвёртым сыном тайро Дои Тосикацу (1573—1644). В 1644 году, в возрасте 13 лет, его отец приказал ему основать новую ветвь клана и назначил ему феод в размере 10 000 коку. В 1646 году ему был пожалован титул учтивости — Ното-но-ками и придворный чин младшего 5-го ранга. Его доходы удвоились до 20 000 коку в 1658 году. В 1661 году он служил в должности сосёбана, а в 1663 года стал вакадосиёри. Он получил дополнительно 5 000 коку в 1670 году. С 1679 по 1681 год он был назначен родзю администрации сёгуна Токугава Иэцуна, и получил дополнительные 15 000 коку, в результате чего его кокудака достигла 40 000 коку. Его придворный ранг был также повышен до младшего 5-го ранга, а он получил дополнительный титул учтивости — дзидзю. В 1682 году он стал даймё из Оно-хана в провинции Этидзэн. Его женой была дочерь Цугару Нобуёси из Хиросаки-хана. Он умер в 1683 году.

- Дои Тоситомо (利利知, 23 мая 1674 — 19 марта 1745) — 2-й даймё Оно-хана в провинции Этидзэн (1683—1743). Старший сын Дои Тосифусы и, следовательно, внуком тайро Дои Тосикацу. Он родился в резиденции княжеского домена в Кандабаси (Эдо). Хотя старший сын, он был рождён наложницей и был воспитан слугой после рождения его младшего брата Тосиёси к официальной жены Тосифусы. Однако после смерти своего отца в 1683 году он унаследовал титул даймё. Он прошёл церемонию гэмпуку в 1688 году и получил почётный титул Каи-но-ками и придворный чин младшего 5-го ранга. Когда в 1695 году сёгунат Токугава лишил владения Хонду Сигэмасу, даймё Маруока-хана, ему было поручено наблюдать за передачей, а в 1696 году он был назначен на пост кабана Осаки. Эти назначения наложили тяжёлое бремя на финансы княжества, и, опасаясь крестьянского восстания, он был вынужден в 1697 году ходатайствовать о снижении тогдашних налогов княжества. В 1722 году он служил в качестве сосёбана, но в том же году резиденция домена в Эдо сгорела, в очередной раз создав финансовый кризис. В 1730 году он смог погасить долги Оно-хана путём выпуска облигаций бумажных денег. В 1741 году, сославшись на болезнь, он сложил с себя полномочия сосёбана, а в 1743 году передал владения своему сыну и принял постриг. Он умер в замке Оно в 1745 году. Его жена была дочерью Инабы Масанори из Одавара-хана.

- Дои Тосихиро (利利寛, 17 октября 1718 — 30 сентября 1746) — 3-й даймё Оно-хана в провинции Этидзэн (1743—1746). Старший сын Дои Тоситомо, он родился в резиденции домена в Мейдзиродаи, Эдо. Его титул учтивости — Ига-но-ками, а придворный ранг был младшим 5-м рангом. Он стал даймё после отставки своего отца в 1743 году. За время своего недолгого пребывания в должности он кодифицировал многие законы и нормативные акты своего княжества. Он умер в Эдо в 1746 году в молодом возрасте 29 лет. Его жена была дочерью Сэнгоку Масафусы из Идзуси-хана.

- Дои Тосисада (利利貞, 11 ноября 1741 — 3 декабря 1807) — 4-й даймё Оно-хана в провинции Этидзэн (1746—1805). Старший сын Дои Тосихиро, он родился от наложницы в резиденции домена в Сугикаибаси, Эдо. Его титул учтивости — Ното-но-ками, а придворный ранг был младшим 5-м рангом. Он стал даймё после смерти его отца в 1745 году. Но, в силу его возраста, княжеские дела управлялись старшими слугами во время его малолетства. Он был назначен кабаном Осаки в 1759 году. Однако в течение оставшихся лет его пребывания в должности Оно-хан страдал от пожаров, повторных неурожаев и продолжающегося финансового кризиса, переросшего в крестьянское восстание с 1787 по 1789 год. Он вышел в отставку в пользу своего приёмного сына в 1805 году, и умер в резиденции домена Мейдзиродаи в 1807 году. Его жена была дочерью Сакаи Тадазуми из Химэдзи-хана.

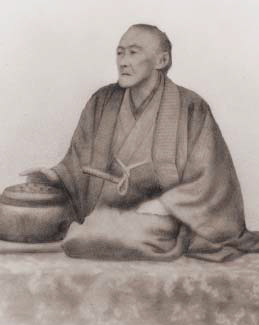
Дои Тоситада (1811—1869), 7-й даймё Оно-хана (1811—1862)

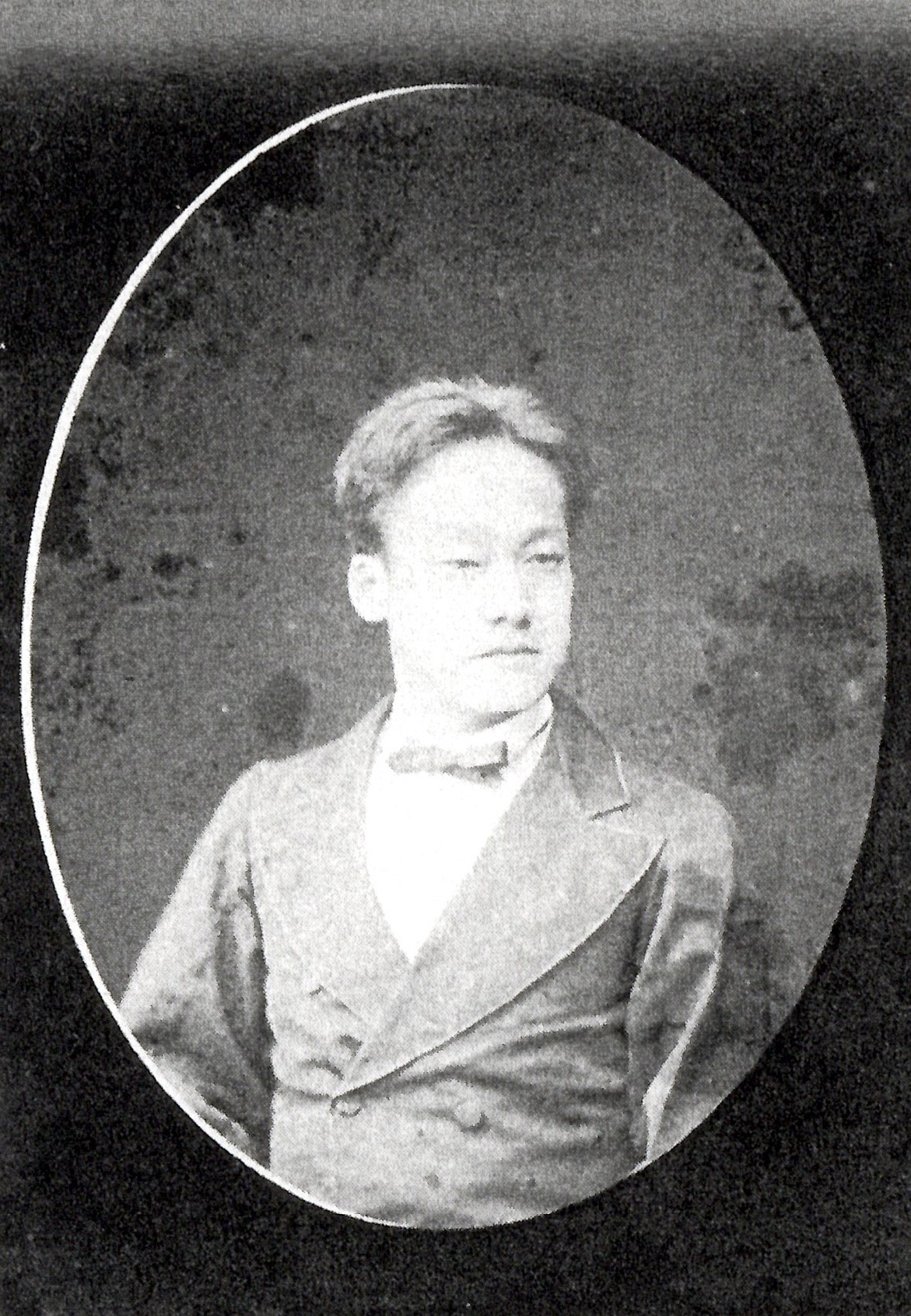
Мацудайра Тосицунэ (1846—1893), 8-й и последний даймё Оно-хана (1862—1871)

- Дои Тосинори (利利義, 31 июля 1777 — 6 июля 1818) — 5-й даймё Оно-хана в провинции Этидзэн (1805—1810). Родился в Хиконе, десятый сын Ии Наохидэ из Хиконэ-хана. В 1791 году он женился на Мацу, четвёртой дочери Дои Тосисады, и был усыновлён им в качестве наследника. Его титул учтивости — Укё-но-сукэ, позже — накацукаса-но-сёую, а его придворный ранг был младшим 5-м рангом. В 1797 году Мацу умерла, и он снова женился на дочери Окабэ Нагатомо из Кисивада-хана. Он стал даймё после отставки Дои Тосисады в 1805 году. В 1808 году ему был пожалован титул учтивости — Каи-но-ками а в 1809 году — титул Мики-но-ками. Он умер в 1818 году в княжеской резиденции Меидзиродаи в Эдо.

- Дои Тосиката (土井利器, 3 июля 1783 — 20 июня 1818) — 6-й даймё Оно-хана в провинции Этидзэн (1810—1818). Родился в Эдо, одиннадцатый сын Кудзё Хироясу из Сэкиядо-хана. В 1809 году он женился на Тоси, дочери Дои Тосинори и был усыновлён им в качестве наследника. Он стал даймё в 1810 году после отставки своего тестя Дои Тосинори. Его титул учтивости — Каи-но-ками, а придворный ранг — младший 5-й ранг. В 1812 году он был назначен кабаном Осаки и, как и его предшественники, обнаружил, что это была серьёзная нагрузка на финансы княжества. Однако он не предпринимал никаких действий, предпочитая позволять своим вассалам беспокоиться о таких вопросах. Он скончался в 1818 году в замке Оно, не оставив наследников мужского пола.

- Дои Тоситада (利利忠, 24 мая 1811 — 15 января 1869) — 7-й даймё Оно-хана в провинции Этидзэн (1818—1862). Родился в Эдо, единственный сын Дои Тосинори, 5-го даймё Оно-хана. Его титул учтивости — Ното-но-ками. Вскоре после церемонии гэмпуку в 1818 году Дои Тосиката умер без наследника, и Тоситада унаследовал положение даймё. Из-за своей молодости он оставался в Эдо до 1829 года, и домен управлялся его старшими слугами. Дои Тоситада был отмечен за реформирование княжества путём создания школы хан, основанной на учениях рангаку, и реформирования вооружённых сил домена по западным линиям. Он также реформировал юридические кодексы и финансы княжества, а также создал сеть магазинов по всей центральной Японии для торговли товарами и кредитования денег. Хотя Оно-хан не имел выхода к морю, он также покупал корабли и был главной силой в период развития Эдо Карафуто (Сахалин).

- Дои Тосицунэ (利利恒, 17 августа 1846 — 29 марта 1893) — 8-й и последний даймё Оно-хана в провинции Этидзэн (1862—1871). Третий сын Дои Тоситады, родился в замке Оно. Его жена была дочерью Дои Тосинори из Кога-хана. Он сопровождал своего отца в Эдо в 1862 году и стал даймё позже в этом же году. В 1863 году он сопровождал сёгуна Токугава Иэсигэ в Киото. В 1864 году княжество использовало стратегию выжженной земли, чтобы удержать силы повстанцев в княжестве Мито, сжигая сотни домов и ферм вблизи её границы, и тем самым вызывая недовольство со стороны местных жителей. В 1865 году, с началом Войны Босин, Оно-хан быстро перешёл на сторону императора и направил свои войска для участия в битве при Хакодате. В 1869 году Тосицунэ был назначен имперским губернатором вплоть до отмены системы хан в 1871 году. В 1884 году он был удостоен звания сисяку (виконта) в новой японской аристократической иерархии — кадзоку.